# Millersville (Tennessee)
Millersville é uma cidade localizada no estado norte-americano de Tennessee, no Condado de Robertson e Condado de Sumner.

## Demografia
Segundo o censo norte-americano de 2000, a sua população era de 5308 habitantes.
Em 2006, foi estimada uma população de 6233, um aumento de 925 (17.4%).

## Geografia
De acordo com o United States Census Bureau tem uma área de
35,0 km², dos quais 35,0 km² cobertos por terra e 0,0 km² cobertos por água.

## Localidades na vizinhança
O diagrama seguinte representa as localidades num raio de 16 km ao redor de Millersville.